# Sluneční chrám v Kónárku
Kónárk ((urijsky କୋଣାର୍କ, hindsky कोनार्क, anglicky Konarak) je hinduistický chrám boha slunce postaven ve 13. století nedaleko města Purí v indickém, státě Urísa. Název Kónárk je odvozen ze sanskrtských slov kóna (roh) a arka (slunce). Chrám byl postaven na počest boha slunce Súrji a jeho ztvárněním. Díky tomuto svatostánku se v Indii šířil právě kult slunečního boha Súrji. Konárk byl údajně postaven králem Narashinhadévou, který jej nechal vystavět na oslavu svého vítězství nad muslimy. Je jedním z nejznámějších chrámů v Indii[zdroj?] a je součástí světového dědictví UNESCO, na jehož listinu se dostal v roce 1984. Konárk je momentálně využíván k cestovnímu ruchu a různým kulturním akcím, zaměřujícím se na tradiční tance, provázející Súrjův kult.

## Legenda
Na březích Bengálského zálivu se v paprscích vycházejícího slunce nachází chrám představující monumentální Súrjův vůz. Jeho 24 kol je ozdobeno symbolickými znaky a vůz je tažen sedmi koňmi. Chrám nechal postavit podle všeho urisský král Narashimhadev I. ve 13. století a je nejslavnějším svatostánkem v Indii. Navzdory tomu jistá legenda říká, že Samba, syn Krišny, onemocněl leprou. Až po dvanácti letech byl vyléčen Súrjou, bohem Slunce, a na počest svého vyléčení postavil chrám .

## Architektura
Chrám se nachází na indickém pobřeží. Má podobu vozu Surya, boha slunce, a zdobí jej kamenné, řezbářské práce. Celý komplex byl navržen v podobě boha na voze taženém sedmi koni (z nichž šest bylo zachováno do dnes). Vůz má na dvanáct párů velkolepě zdobených kol. Obrovská kola slouží jako sluneční hodiny, jejichž stíny mohou poskytnout přesný čas dne. Chrámový komplex obsahuje také erotické sochy vycházející z Kámasútry. Chrám slunce je jedním z nejúžasnějších památek Indie. Jak pro jeho polohu, tak i rozměry a proporce, jež jsou bezchybné v zájmu harmonické a architektonické vznešenosti. Každý centimetr chrámu je pokryt sochou. Každá se prezentuje nepřekonatelnou krásou a půvabem, který je jak monumentální tak miniaturní. Tisíce obrázků odkazuje na božstva, nebeské a lidské hudebníky, tanečníky, milence, a nesčetné scény elegantního života. Chrám je celkově zdoben různými geometrickými, zajímavými tvary. Vstup do chrámu je střežen dvěma obřími lvy. Jedinečnost chrámu je dána už díky jeho poloze, neboť se nachází v přírodním prostředí, které oplývá stromy jako je například mahagon, palisandr, úhoř apod. Hlavní věž chrámu dosahovala podle některých historiků a archeologů až 60 metrů, z čehož plyne, že se jednalo o nejvyšší věž v celé Indii.

## Kalaphad
Podle jedné z teorií jistý muslimský důstojník (Kalaphad) zničil Kónárk, stejně jako mnoho jiných hinduistických chrámů v Indii. Chrámy byly rabovány, některé dokonce systematicky likvidovány. Kalaphad zničil v Konárku mnoho obrazů. Následně mělo dojít také k úplné likvidaci objektu, což se zcela nepovedlo, přesto se zhroutila střecha a věž. V roce 1568 se tedy Konárk dostal pod muslimskou správu. Po jisté době byl Konárk a jeho okolí opuštěno a stalo se hustě zalesněným místem. V 18. století se pak stal útočištěm pirátů. V této době i krátce po tzv. době pirátů, se do něj báli místní obyvatelé vstoupit a to i za denního světla. V dnešní době je tomu jinak a Konárk v čele s místním Chrámem Slunce se stal vyhledávanou turistickou destinací.